# Bo Palle
Bo Lennart Palle, född 15 februari 1940, död 24 april 2005 i Sotenäs kommun, var en svensk fotbollsspelare som representerade Gais.
Palle kom till Gais från Lundens AIS i ung ålder, och fick för första gången chansen i Gais A-lag i fotboll 1958, då han som 18-årig junior gjorde en match i allsvenskan. Året därpå spelade han 6 matcher för det kollapsande Gais som slutade sist i allsvenskan 1959 och åkte ur serien. I början av karriären spelade han oftast som vänsterytter, men han blev sedan ordinarie som vänsterback under Gais fyra säsonger i division II (1960–1963), och 1962 tilldelades han Hedersmakrillen. Han var med och spelade upp Gais i allsvenskan efter ett framgångsrikt kval 1963, och säsongen 1964 spelade han 21 av 22 allsvenska matcher. Gais slutade dock sist i serien och åkte ur igen, och efter ytterligare en säsong i division II 1965, då Palle än en gång var med om att spela upp Gais i allsvenskan, tappade han sin plats i truppen.
Efter att inte ha fått någon speltid i Gais A-lag i allsvenskan säsongen 1966 gjorde han i slutet av året klart med Fässbergs IF. Totalt spelade han 130 seriematcher (2 mål) för Gais, varav 28 (1) i allsvenskan.
Palle spelade en match för svenska U21-landslaget 1961. Han spelade även för Gais ishockeylag.